# Effets de mer
Effets de mer je francouzský němý film z roku 1906. Režisérkou je Alice Guy (1873–1968). Film trvá necelé dvě minuty.

## Děj
Film zachycuje vlny narážející na pobřežní skály.